# 사이와이구
사이와이구(일본어: 幸区)는 일본 가나가와현 가와사키시의 구이다. 가와사키시에서 가장 크기가 작은 구이다.

## 지리
가와사키시의 동쪽에 위치한다. 나카하라구, 가와사키구, 요코하마시 고호쿠구, 쓰루미구, 도쿄도 오타구와 접한다.

## 교통

### 철도
- 동일본 여객철도
  - 요코스카선
  - 난부선

### 도로
- 국도 1호선
- 국도 409호선